# Tigrou
Tigrou (en anglais : Tigger, prononcé : [ˈtɪɡə]) est un personnage de tigre imaginé par Alan Alexander Milne en 1928 dans le livre The House at Pooh Corner, et apparaissant dans les dessins animés de Walt Disney, Les Aventures de Winnie l'ourson (Welcome to Pooh Corner).

## Description
Le personnage a pour caractéristique d'être presque toujours joyeux et bondissant. Sa bonne humeur le pousse à bondir sur ses amis ou dans la forêt. Il est assez insouciant et, avec ses bonds, dévaste souvent le potager de Coco Lapin.
Il a eu son propre long métrage d'animation Les Aventures de Tigrou, où il recherche sa famille et où Petit Gourou devient un ami très proche. Il est très ami avec Maman Gourou et son fils Petit Gourou, qui déclare dans ce film : « Ce serait bien d'avoir un grand frère comme Tigrou. »
Il épèle son nom « T-i-double-gre-o-u » quand on lui demande son nom.
Tigrou a été appelé Tigre Dingo dans le film Les Aventures de Winnie l'ourson.

## Dans la culture
Le 7 octobre 2016, Disney Research présente un prototype de robot bondissant utilisant une bobine électrodynamique dont la finalité pourrait se rapprocher[évasif] du personnage de Tigrou.